# Oaxaca - Xoxocotlán International Airport
Oaxaca - Xoxocotlán International Airport är en flygplats i Mexiko.   Den ligger i kommunen Santa Cruz Xoxocotlán och delstaten Oaxaca, i den sydöstra delen av landet, 400 km sydost om huvudstaden Mexico City. Oaxaca - Xoxocotlán International Airport ligger 1 520 meter över havet.
Terrängen runt Oaxaca - Xoxocotlán International Airport är platt åt sydväst, men åt nordost är den kuperad. Runt Oaxaca - Xoxocotlán International Airport är det ganska tätbefolkat, med 90 invånare per kvadratkilometer. Närmaste större samhälle är Oaxaca de Juárez, 7,1 km norr om Oaxaca - Xoxocotlán International Airport. I omgivningarna runt Oaxaca - Xoxocotlán International Airport växer huvudsakligen savannskog.